# Kerntechnische Hilfsdienst GmbH
Die KHG Kerntechnische Hilfsdienst GmbH ist eine Notfallschutz-Organisation in privatwirtschaftlicher Rechtsform, deren Aufgabe es ist, Gefahren bei Stör-, Not- und Unfällen in einer kerntechnischen Anlage einzudämmen und zu beseitigen.

## Aufgabe und Struktur des Unternehmens
Die KHG wurde 1977 von den Betreibern deutscher Kernkraftwerke, der Brennstoffkreislauf-Industrie und Großforschungszentren gegründet und kann als Nachfolgeinstitution des ehemaligen Kerntechnischen Hilfszuges, der bereits zu Beginn der 1960er Jahre von der Bundesrepublik Deutschland beim damaligen Kernforschungszentrum Karlsruhe aufgestellt wurde, angesehen werden. Den größten Anteil (92,2 %) hält seit dem 1. Januar 2023 die BGZ Gesellschaft für Zwischenlagerung mbH; die übrigen Gesellschafter sind mit 6,6 % die Jülicher Entsorgungsgesellschaft für Nuklearanlagen mbH (JEN) und die Kerntechnische Entsorgung Karlsruhe GmbH (KTE) mit 1,2 %. Der Firmensitz befindet sich in unmittelbarer Nähe des Karlsruher Instituts für Technologie (KIT) in Eggenstein-Leopoldshafen.
Aufgabe des Unternehmens ist der Aufbau, Betrieb und Einsatz eines Hilfsdienstes, der bei einem Stör-, Not- oder Unfall in einer kerntechnischen Anlage den Betreiber unterstützt. Der Auftrag leitet sich aus § 105 StrlSchV („Vorbereitende Maßnahmen für Notfälle oder Störfälle“) ab. Die KHG hält dafür das erforderliche Personal, die entsprechende Technik und die Fahrzeuge vor.
Der Stamm fester Mitarbeiter sowie speziell für KHG-Einsätze geschulte, externe Fachkräfte sind in eine ständige Rufbereitschaft eingebunden. Insgesamt stehen der KHG rund 140 Fachkräfte zur Verfügung. Diese rücken auf Anforderung der Betreiber einer kerntechnischen Anlage zum Einsatzort aus, um Gefahren einzudämmen und zu beseitigen.
KHG-Personal ist außerdem durch Mitgliedschaft im Arbeitskreis Notfallschutz des Fachverbands für Strahlenschutz e.V. und im Ausschuss Notfallschutz der Strahlenschutzkommission (SSK) des Bundes tätig.
Um jederzeit auf einen Einsatzfall vorbereitet zu sein, finden für die festen KHG-Mitarbeiter sowie für das externe Fachpersonal regelmäßig Übungen, Seminare und Weiterbildungen statt. Die KHG beteiligte sich zudem an Ringversuchen und Vergleichsmessungen des Bundesamtes für Strahlenschutz (BfS) zur Kernstrahlungsmesstechnik.

## Fachbereiche
Die Kerntechnische Hilfsdienst GmbH gliedert sich in die Fachbereiche Infrastruktur, Strahlenschutz, Dekontamination und Fernhantierung. Sie verfügen über eine mobile Einsatzzentrale und 20 Abrollbehälter bzw. Sattelauflieger, die wahlweise mit Wechselladerfahrzeugen, Lkw oder per Bahn an ihren Einsatzort verbracht werden können. Der Fahrzeugpark umfasst ein mobiles Strahlenmesslabor und drei Strahlenmessfahrzeuge. Vor Ort können zur Messung der Ortsdosisleistung zwölf Skylink-Funksonden platziert werden. Zur Dekontamination stehen eine mobile Dekontaminationsanlage (MDA), zwei Personenduschcontainer und eine Reinigungsmaschine „Alpha“ zur Verfügung. Um in Gefahrenbereiche vorzudringen, verfügt die KHG über mehrere strahlengehärtete Roboter, darunter die Manipulatoren „MF3“ und „MF4“, sowie einen funkgesteuerten Bagger. Die Einsatzfahrzeuge besitzen eine Sondersignalanlage, nicht alle sind beschriftet, jedoch an ihrer Lackierung als KHG-zugehörig erkennbar.

### Infrastruktur
Der Fachbereich Infrastruktur stellt Ausrüstung zur Planung und Führung von Einsätzen zur Verfügung. Insbesondere können dort die Personen, die an der Behebung der Fehlfunktion, die zum Stör- oder Unfall geführt hat, beteiligt sind, mit Fachinformationen versorgt werden.

### Strahlenschutz
Der Bereich Strahlenschutz rüstet im Inneren der betroffenen Anlage eingesetzte Hilfskräfte mit Strahlenmessgeräten aus. Außerdem führt er im Inneren und in der Umgebung der Anlage Strahlenmessungen selbst durch und untersucht Mitarbeiter, Hilfskräfte und Zivilisten auf mögliche Kontaminationen. Dazu stehen ihm Geräte zur Messung der Stärke ionisierender Strahlung und zur Identifizierung radioaktiver Stoffe zur Verfügung.

### Dekontamination
Im Fachbereich Dekontamination werden Duschen zur Reinigung kontaminierter Personen und Ausrüstung vorgehalten. Außerdem führt er Atemschutzgeräte und Schutzkleidung zur Ausstattung der Hilfskräfte mit.

### Fernhantierung
Der Fachbereich Fernhantierung besitzt mehrere ferngesteuerte Fahrzeuge, die mit Videokameras und verschiedenen Werkzeugmaschinen ausgestattet werden können, um in kontaminierten Bereichen handwerkliche Aufgaben durchzuführen und damit Störungen in der kerntechnischen Anlage zu beheben.

## Forschungs- und Entwicklungsprogramme
Die KHG ist bzw. war an mehreren Forschungs- und Entwicklungsprogrammen beteiligt, darunter befanden sich:
- Teilprojekte des Forschungsprogrammes „Forschung für die zivile Sicherheit“ des Bundesministeriums für Bildung und Forschung
  - Mitgliedschaft im Konsortium „ROBDEKON“: Die KHG war als Industriepartner Mitglied im Konsortium ROBDEKON (Robotersysteme für die Dekontamination in menschenfeindlichen Umgebungen)[6]. Es dient als Kompetenzzentrum zur Erforschung von autonomen und teilautonomen Robotersystemen für die Dekontamination in menschenfeindlichen Umgebungen und wurde in der ersten Phase vom Bundesministerium für Bildung und Forschung mit 12 Mio. Euro gefördert. Die Laufzeit der ersten Phase erstreckte sich von 2018 bis 2022.[7] Die Fähigkeiten und Kenntnisse der KHG waren für das Konsortium im Zusammenhang mit der Stilllegung der deutschen Kernkraftwerke und deren Rückbau unter Nutzung von roboterbasierten Dekontaminationsverfahren interessant, da sie langjährige Erfahrungen im Bereich Personen- und Materialdekontamination hat.
  - Mitarbeit im Projekt ANCHORS: Die KHG war am deutsch-französischen Projekt ANCHORS (Assisted Ad Hoc Networks for Crisis Management and Hostile Environment Sensing) beteiligt[8], bei dem es um ein neues System zur Lageerfassung aus sicherer Entfernung vom Schadensort mit Hilfe von mit Sensoren bestückte Robotern geht. Das Projekt lief von 2012 bis 2015. Die KHG erhielt Fördermittel in Höhe von 132.565 Euro[9] für das Teilvorhaben 13N12208 „Entwicklung der Gesamtarchitektur, Erstellung einer Beschreibung des Einsatzszenarios, Modifikation eines ferngelenkten Zweikettenfahrzeugs einschließlich Integration aller erforderlichen Komponenten“.[10] Die KHG ist selbst Nutznießer der Projektergebnisse, da sie nach eigener Aussage selbst zwar eine Vielzahl sich funktional ergänzender ferngelenkter Luft- und Bodensysteme betreibt, diese aufgrund vielfältiger technischer Einschränkungen aber nicht zeitgleich und kooperierend einsetzen kann.[10] Untersucht wurden im Rahmen des Projektes folgende Szenarien: Vorfall in Kernkraftwerken (Flugzeugabsturz auf ein Kernkraftwerk, Venting in einem Kernkraftwerk nach Ausfall der Energieversorgung), Transportunfälle mit radioaktiven Quellen (Entgleisung eines Zuges mit Castor-Behälter, Beschädigung eines Behälters mit radioaktivem Abfall), Zwischenfälle mit radioaktivem Material (Industrieunfall mit Werkstoffprüfquellen, Prüfstrahler im Schrott).
- Im Rahmen des EU-Rahmenförderprogramms „Horizont“ beteiligte sich die KHG an dem von 2015 bis 2018 veranschlagten Projekt „Centauro“ zur Entwicklung eines symbiotischen Mensch-Roboter-Systems, bei dem ein menschlicher Bediener mit seinem ganzen Körper einen zentaurenähnlichen Roboter fernsteuert. Der CENTAURO-Roboter besteht aus einer vierbeinigen Basis und einem anthropomorphen Oberkörper. Es soll in der Lage sein, sich im Inneren von Gebäuden und auf Treppen, die mit Trümmern übersät sind und teilweise zusammengebrochen sind, zu bewegen.[11]